# Edmund Schneider (Konstrukteur)
Edmund Schneider (* 26. Juli 1901 in Ravensburg; † 5. Juli 1968 in Rottach-Egern) war ein deutscher Flugzeugkonstrukteur und Inhaber einer Fabrik für Segelflugzeuge.

## Werdegang

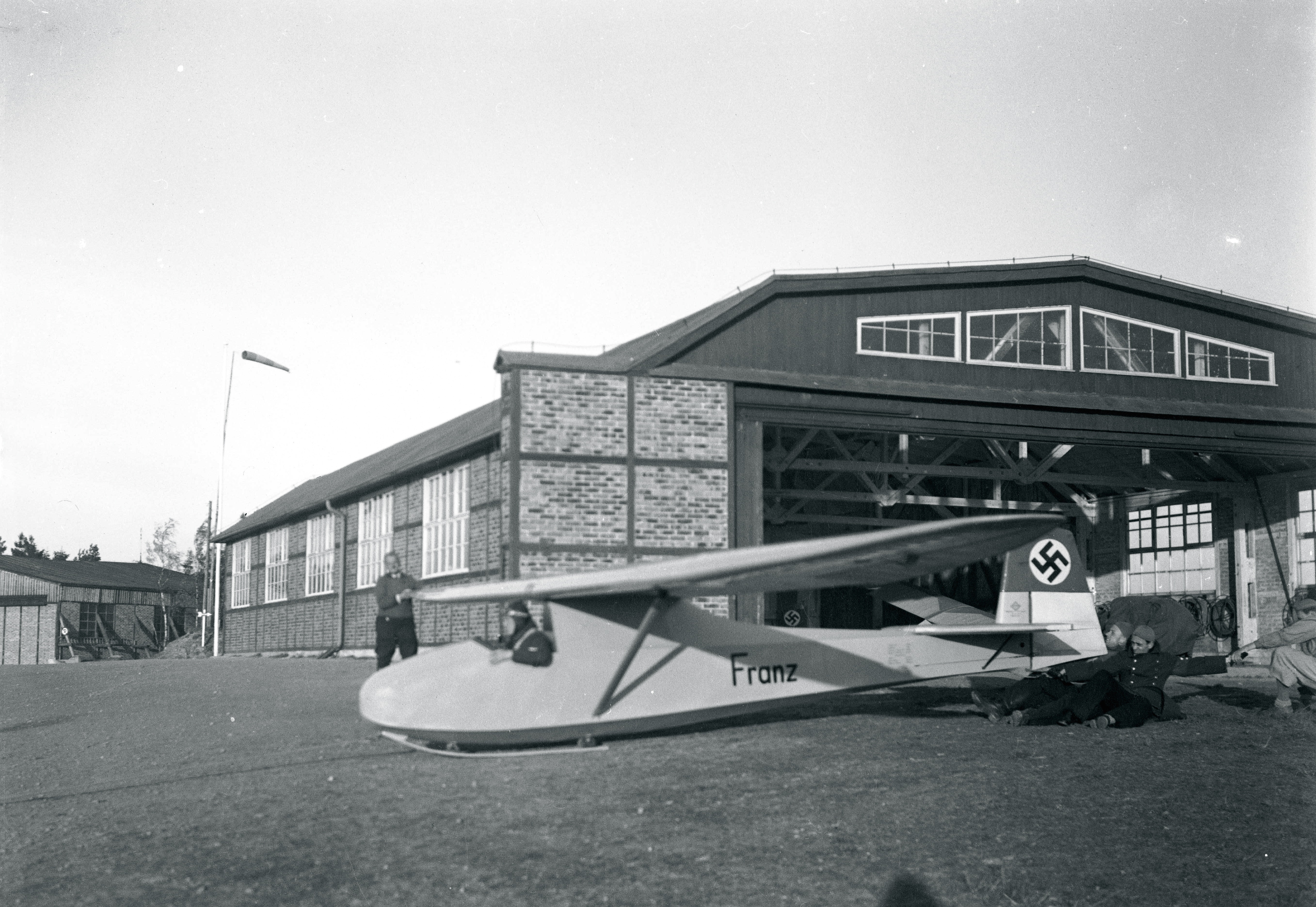
Grunau Baby II vor der Halle in Grunau

Nach dem Abschluss einer Schreinerlehre in Memmingen bewarb er sich gegen Ende des Ersten Weltkriegs bei den Fliegertruppen. Er wurde für fluguntauglich befunden, fand allerdings Verwendung als Tischler in der Flugzeugwerft Schleißheim, in der Militärflugzeuge repariert wurden und er Bauweisen der Jagd- und Bombenflugzeuge von  Pfalz, Albatros, LFG, Fokker und Junkers studieren konnte. Nach Kriegsende ging er zur Deutschen Luftpolizei und reiste im Frühjahr 1923 zur Wasserkuppe, nachdem er vom motorlosen Flug in der Rhön erfuhr. Er traf auf Gottlob Espenlaub – ebenfalls Tischler – und half bei der Fertigstellung von dessen selbstkonstruierten Segelflugzeugen Espenlaub 4 und Espenlaub 5 zum Rhönwettbewerb im Sommer 1923. Im Herbst 1923 fuhr er gemeinsam mit Espenlaub auf Einladung einer Ortsgruppe des Bundes Deutscher Flieger nach Grunau bei Hirschberg in Schlesien. Im Winter entstand in Grunau die Konstruktion eines einfach zu bauenden und zu fliegenden stabilen Schulgleiters, der nach einigen Modifikationen schließlich zum ESG-9 führte – dem Standard-Anfänger-Gleitflugzeug. Während Espenlaub später nach Kassel ging, wurde Schneider in Grunau sesshaft, machte sich mit dem 1928 Segelflugzeugbau Edmund Schneider selbständig. Seine bekannteste Konstruktion, das Grunau Baby, aus dem Jahr 1931 wurde allein im eigenen Unternehmen in Grunau etwa 3000 mal gebaut. Neben den eigenen Flugzeugen entstanden auch Auftragskonstruktionen die Segelflugzeuge Wiesenbaude 1 und Wiesenbaude 2 für Eugen Bönsch oder der Rumpf des Moazagotl von Wolf Hirth, der 1931/1932 Schulleiter der Segelflugschule Grunau war.
Durch den steigenden Bedarf seitens des NSFK beschäftigten Schneider in zwei Werken 1939 über 350 Mitarbeiter. Am Ende des Zweiten Weltkrieges ließ Schneider seine Betriebe zurück und floh mit seiner Familie nach Mühlhofen am Bodensee. Es entstand der Entwurf ES-49, von dem ein Exemplar auf der Wasserkuppe erhalten ist. Auf Einladung des australischen Aero-Klubs wanderte die Familie Schneider 1951 nach Australien aus. Weitere namhafte Segelflugzeuge wie die Schneider ES-52 Kookaburra und die ES-60 Boomerang wurden in Australien in Schneiders neuer Fabrik in Adelaide gebaut. Zudem entstand eine Lizenzversion der Schleicher Ka 6 in Australien. Bei einem Deutschlandbesuch starb Schneider am 5. Juli 1968.